# Михайло Турканов
Михайло Турканов (рос. Михаил Тарханов, трансліт. Mikhail Turkanov; нар. 26 грудня 1987, Ленінград, Ленінградська область, РРФСР, СРСР) — російський неонацист, відомий під прізвиськом «Пітбуль» (The Pitbull).
Під час російсько-української війни він командував компанією «Пітбуль», названою на його честь, у батальон «Еспаньйола» (рос. Эспаньола батальон), який спочатку формувався зі спортивних хуліганів і був частиною російської окупаційної та маріонеткової армії.
У 2023 році Турканов був нагороджений «Орденом Мужності» за участь у російському вторгненні в Україну .

## Бокс і спортивне хуліганство
У 2021 році під час бою у Тарханова виявили татуювання на верхній частині тіла, зокрема емблему нацистської партії зі свастикою, перевернуту під кутом 45 градусів, на правій руці, логотип Ваффен-СС, кельтський хрест і символ, що представляє «Хайль Гітлер» — це число «88». Однак через три хвилини він потрапив у нокдаун від суперника.
У 2019 році Тарханова було затримано московською поліцією за участь у бійці. Поліція також помітила на ньому нацистське татуювання зі свастикою. Згідно з повідомленням, раніше Тарханов був засуджений до п'яти років строгого режиму у 2013 році за порушення частини 2 статті 126 Кримінального кодексу РФ, а саме за «умисне викрадення людини».

## Брати участь у вторгненні в Україну
30 листопада 2023 року начальник першого заступника Генштабу ЗС РФ, Володимир Алексєєв нагородив бойовиків «Еспаньйола» батальйону, включно з Тархановим, медалями, серед яких, як повідомляється, Тарханов був нагороджений «Орденом Мужності» вдруге. Кажуть, що вкритий нацистськими татуюваннями Тарханов був нагороджений медаллю «Орден Мужності» за «успіхи в денацифікації».